# Liste des ministres de l'Environnement d'Écosse
 (octobre 2024).
Si vous disposez d'ouvrages ou d'articles de référence ou si vous connaissez des sites web de qualité traitant du thème abordé ici, merci de compléter l'article en donnant les références utiles à sa vérifiabilité et en les liant à la section « Notes et références ».
Le Ministre de l'Environnement d'Écosse (Cabinet Secretary for Environment of Scotland en anglais) est un membre du gouvernement écossais depuis la dévolution du pouvoir et la création d'un Parlement écossais en 1999.
C'est un membre du Parlement écossais qui est nommé par le Premier ministre.
L'actuelle ministre de l'Environnement est Roseanna Cunningham du Parti national écossais.

## Origines
Le poste est créé en 1999 sous le gouvernement Dewar sous l'intitulé Ministre des Transports et de l'Environnement.
De 2000 à 2001, sous le gouvernement McLeish, il est remplacé par le Ministre de l’Environnement, des Sports et de la Culture.
De 2001 à 2007, l’Environnement est combiné au dossier du Développement rural, auquel s’ajoute le poste de vice-ministre de l’Environnement et du Développement rural qui lui est associé.
De 2007 à 2010, le gouvernement Salmond créé le poste de ministre chargé de l’Environnement. Il s'agit d'un ministre adjoint qui seconde le ministre des Affaires rurales et de l'Environnement. Le ministre adjoint n'assistait au Cabinet que si le ministre était absent.
De 2010 à 2014, le ministre chargé de l'Environnement occupe également le portefeuille du Changement climatique auquel s'ajoute celui de la Réforme agraire jusqu'en 2016.
Le poste adjoint est aboli en 2016, et le ministre de l'Environnement retrouve un plein ministère intitulé Ministre de l'Environnement, du Changement climatique et de la Réforme agraire.

## Liste des ministres de l'Environnement
| Nom                                                                            | Nom                                           | Gouvernement                                  | Début du mandat                               | Fin du mandat                                 |
| Ministre des Transports et de l'Environnement                                  | Ministre des Transports et de l'Environnement | Ministre des Transports et de l'Environnement | Ministre des Transports et de l'Environnement | Ministre des Transports et de l'Environnement |
| ------------------------------------------------------------------------------ | --------------------------------------------- | --------------------------------------------- | --------------------------------------------- | --------------------------------------------- |
|                                                                                | Sarah Boyack                                  | Dewar                                         | 17 mai 1999                                   | 11 octobre 2000                               |
| Ministre de l'Environnement, des Sports et de la Culture                       |                                               |                                               |                                               |                                               |
|                                                                                | Sam Galbraith                                 | McLeish                                       | 27 octobre 2000                               | 22 novembre 2001                              |
| Ministre de l'Environnement et du Développement rural                          |                                               |                                               |                                               |                                               |
|                                                                                | Ross Finnie                                   | McConnell I et II                             | 22 novembre 2001                              | 16 mai 2007                                   |
| Ministre des Affaires rurales et de l'Environnement                            |                                               |                                               |                                               |                                               |
|                                                                                | Richard Lochhead                              | Salmond I et II                               | 17 mai 2007                                   | 19 novembre 2014                              |
| Ministre des Affaires rurales, de l'Alimentation et de l'Environnement         |                                               |                                               |                                               |                                               |
|                                                                                | Richard Lochhead                              | Sturgeon I                                    | 19 novembre 2014                              | 18 mai 2016                                   |
| Ministre de l'Environnement, du Changement climatique et de la Réforme agraire |                                               |                                               |                                               |                                               |
|                                                                                | Roseanna Cunningham                           | Sturgeon II                                   | 18 mai 2016                                   | En fonction                                   |

## Liste des ministres adjoints de l'Environnement
| Nom                                                                                   | Nom                                                          | Gouvernement                                                 | Début du mandat                                              | Fin du mandat                                                |
| Vice-ministre de l'Environnement et du Développement durable                          | Vice-ministre de l'Environnement et du Développement durable | Vice-ministre de l'Environnement et du Développement durable | Vice-ministre de l'Environnement et du Développement durable | Vice-ministre de l'Environnement et du Développement durable |
| ------------------------------------------------------------------------------------- | ------------------------------------------------------------ | ------------------------------------------------------------ | ------------------------------------------------------------ | ------------------------------------------------------------ |
|                                                                                       | Allan Wilson                                                 | McConnell I et II                                            | 29 novembre 2001                                             | 1er octobre 2004                                             |
|                                                                                       | Lewis Macdonald                                              | McConnell II                                                 | 1er octobre 2004                                             | 27 juin 2005                                                 |
|                                                                                       | Rhona Brankin                                                | McConnell II                                                 | 27 juin 2005                                                 | 14 novembre 2006                                             |
|                                                                                       | Sarah Boyack                                                 | McConnell II                                                 | 14 novembre 2006                                             | 17 mai 2007                                                  |
| Ministre chargé de l'Environnement                                                    |                                                              |                                                              |                                                              |                                                              |
|                                                                                       | Michael Russell                                              | Salmond I                                                    | 17 mai 2007                                                  | 12 février 2009                                              |
|                                                                                       | Roseanna Cunningham                                          | Salmond I                                                    | 12 février 2009                                              | 11 décembre 2010                                             |
| Ministre chargé de l'Environnement et du Changement climatique                        |                                                              |                                                              |                                                              |                                                              |
|                                                                                       | Roseanna Cunningham                                          | Salmond I                                                    | 11 décembre 2010                                             | 24 mai 2011                                                  |
|                                                                                       | Stewart Stevenson                                            | Salmond II                                                   | 25 mai 2011                                                  | 6 septembre 2012                                             |
|                                                                                       | Paul Wheelhouse                                              | Salmond II                                                   | 6 septembre 2012                                             | 21 novembre 2014                                             |
| Ministre chargé de l'Environnement, du Changement climatique et de la Réforme agraire |                                                              |                                                              |                                                              |                                                              |
|                                                                                       | Aileen McLeod                                                | Sturgeon I                                                   | 21 novembre 2014                                             | 18 mai 2016                                                  |